# Pararge albarufa
Pararge albarufa är en fjärilsart som beskrevs av Marcel Caruel 1948. Pararge albarufa ingår i släktet Pararge och familjen praktfjärilar. Inga underarter finns listade i Catalogue of Life.